# Ulrike Grote
Ulrike Grote (* 8. Juli 1963 in Bremen) ist eine deutsche Regisseurin, Schauspielerin, Hörbuchsprecherin und Drehbuchautorin. Als Regisseurin gewann sie unter anderem den Studenten-Oscar und war für den Oscar nominiert. Für ihre Theaterarbeit wurde sie 1994 als Schauspielerin des Jahres ausgezeichnet, später trat sie als Schauspielerin überwiegend im Fernsehen auf.

## Leben
Die Tochter eines norddeutschen Apothekerpaares zog mit ihren Eltern als Vierjährige nach Pforzheim, wo sie aufwuchs. Nach der Mittleren Reife verließ sie die Schule und konnte ohne Abitur das gewünschte Filmstudium zunächst nicht aufnehmen. Von 1985 bis 1989 studierte sie Schauspiel an der Hochschule der Künste Berlin. Direkt nach dem Studium erhielt sie ein Theaterengagement am Deutschen Schauspielhaus Hamburg und war dort bis 1998 Ensemblemitglied. Es folgten Engagements am Schauspielhaus Zürich 1998–1999 und am Wiener Burgtheater 2000–2001. 1994 wurde sie von der Zeitschrift Theater heute unter die Schauspieler des Jahres gewählt.
Seit den 1990er Jahren ist Ulrike Grote als Schauspielerin auch in Film und Fernsehen zu sehen. Sie spielte unter anderem in mehreren Filmen des Regisseurs Rolf Schübel und in mehreren Tatort-Folgen. 2005 und 2006 verkörperte sie in der ARD-Serie Der Dicke die Lisa Schubert, die Nachbarin und Freundin der von Dieter Pfaff gespielten Hauptfigur.
Von 2002 bis 2004 absolvierte Ulrike Grote ein Filmstudium im Fachbereich Regie bei Hark Bohm an der Universität Hamburg. Ihr Abschlussfilm Der Ausreißer wurde 2005 mit dem Studenten-Oscar ausgezeichnet und im Folgejahr für den Oscar in der Kategorie Kurzfilm (Realfilm) nominiert. Gemeinsam mit der Produzentin Ilona Schultz gründete Ulrike Grote 2006 die Firma Fortune Cookie Filmproduction, in der sie eigene Filmprojekte entwickelt. Auch ihr erster Langfilm Was wenn der Tod uns scheidet?, für den sie auch die Dialoge schrieb, wurde mit Preisen bedacht. In ihren ersten Filmen konnte sie auf bekannte Schauspieler zurückgreifen, mit denen sie bereits in ihrer Theaterzeit zusammengearbeitet hatte, darunter Monica Bleibtreu, Burghart Klaußner und Hermann Lause. 2011 drehte sie die schwäbische Mundart-Komödie Die Kirche bleibt im Dorf nach eigenem Drehbuch, die im August 2012 ins Kino kam und über 500.000 Zuschauer erreichte. In Anlehnung an den Film entstand, erneut nach Grotes Buch, eine gleichnamige Fernsehserie für den Südwestrundfunk. Am Altonaer Theater Hamburg führte Grote auch Theaterregie.
Ulrike Grote hat zahlreiche Hörbücher als Sprecherin aufgenommen, unter anderem die Bis(s)-Reihe der Autorin Stephenie Meyer und einige Werke von Dora Heldt. Die Hörbuch-Verlegerin Margrit Osterwold zeichnete sie 2009 mit dem Osterwold aus, dem Sprecherpreis für herausragende Hörbuchinterpretationen. Für Bis(s) zum Ende der Nacht erhielt sie zusammen mit Peter Jordan den Publikumspreis für Kinderhörbücher Hörkulino.
Ulrike Grote lebt in Hamburg. Ihr 1991 geborener Sohn Paul Grote spielte in Was wenn der Tod uns scheidet? Ulrich Noethens Filmsohn Anton.

## Filmografie (Auswahl)

### Als Schauspielerin
- 1997: Woanders scheint nachts die Sonne (Regie: Rolf Schübel)
- 1998: Mammamia (Regie: Sandra Nettelbeck)
- 1999: Tatort – Habgier (Regie: Jürgen Bretzinger)
- 1999: Ein Lied von Liebe und Tod – Gloomy Sunday (Regie: Rolf Schübel)
- 2001: Eine öffentliche Affäre (Regie: Rolf Schübel)
- 2001: Mörderinnen (Regie: Pepe Danquart)
- 2002: Tatort – Flashback (Regie: Matthias Glasner)
- 2002: Kollaps (Regie: Rolf Schübel)
- 2003: Weihnachten im September (Regie: Hajo Gies)
- 2005–2006: Der Dicke (Regie: Thomas Jahn, Susanne Hake)
- 2005: Kanzleramt (Regie: Hans C. Blumenberg, Jakob Schäuffelen)
- 2006: Der Untergang der Pamir (Regie: Kaspar Heidelbach)
- 2006: Tatort – Bienzle und der Tod im Weinberg (Regie: Jochen Nitsch)
- 2006: Tatort – Nachtwanderer (Regie: Johannes Grieser)
- 2007: Kuckuckszeit
- 2007: Tatort – Der Tote vom Straßenrand (Regie: Rolf Schübel)
- 2008: Leo und Marie – Eine Weihnachtsliebe (Regie: Rolf Schübel)
- 2008: Unter anderen Umständen – Böse Mädchen (Regie: Judith Kennel)
- 2009: Meine Tochter und der Millionär (Regie: Stephan Meyer)
- 2009: Tatort – Das Mädchen Galina (Regie: Thomas Freundner)
- 2010: Das geteilte Glück (Regie: Thomas Freundner)
- 2010: SOKO Stuttgart – Altlasten (Regie: Daniel Helfer)
- 2010: Liebe deinen Feind (Regie: Niki Stein)
- 2010: Bella Block: Das schwarze Zimmer (Regie: Rainer Kaufmann)
- 2011: Nord Nord Mord (Regie: Josh Broecker)
- 2011: Tatort – Keine Polizei (Regie: Kaspar Heidelbach)
- 2011: Eine halbe Ewigkeit (Regie: Matthias Tiefenbacher)
- 2011: Stromberg – mehrere Folgen in Staffel 5 (Regie: Arne Feldhusen)

### Als Regisseurin
- 2004: Der Ausreißer (Kurzfilm)
- 2007: Krimi.de – Die Gang
- 2007: Krimi.de – Das Klaukind
- 2008: Krimi.de – Nebenan
- 2008: Was wenn der Tod uns scheidet? (auch Drehbuch)
- 2010: Großstadtrevier – Muttertag
- 2010: Großstadtrevier – Im Zeichen des Zweifels
- 2012: Die Kirche bleibt im Dorf (Kinofilm; auch Drehbuch)
- 2013–2017: Die Kirche bleibt im Dorf (Fernsehserie; auch Drehbuch)
- 2015: Täterätää! – Die Kirche bleibt im Dorf 2 (Kinofilm; auch Drehbuch)
- 2016: Apropos Glück
- 2018: Endlich Gardasee!
- 2025: Dr. Nice – Flammende Herzen

## Hörbücher (Auszug)
- 2005: Die Samenhändlerin von Petra Durst-Benning, Hörbuch Hamburg, ISBN 978-3-89903-769-2.
- 2007: Die Glasbläserin von Petra Durst-Benning, Hörbuch Hamburg, ISBN 978-3-89903-768-5.
- 2007: Biss zum Morgengrauen von Stephenie Meyer, Hörbuch Hamburg, ISBN 978-3-89903-906-1. (DE: Gold (Hörbuch-Award))[4]
- 2008: Biss zur Mittagsstunde von Stephenie Meyer, Hörbuch Hamburg, ISBN 978-3-89903-907-8.
- 2008: Biss zum Abendrot von Stephenie Meyer, Hörbuch Hamburg, ISBN 978-3-89903-908-5.
- 2008: Der norwegische Gast von Anne Holt, 5 CDs, 386 Min., Hörbuch Hamburg, ISBN 978-3-89903-635-0.
- 2008: Rotes Meer von Åke Edwardson, Hörbuch Hamburg, ISBN 978-3-89903-477-6.
- 2008: Wie versteckt man eine Insel? von Wendy Orr. Zum Film Die Insel der Abenteuer; ungekürzte Lesung, Regie: Dörte Foede, 2 CDs, Hörbuch, Hamburg, ISBN 978-3-86742-643-5.
- 2009: Biss zum Ende der Nacht von Stephenie Meyer, Hörbuch Hamburg, ISBN 978-3-89903-909-2.
- 2009: Der Weihnachtshund von Daniel Glattauer, Hörbuch Hamburg, ISBN 978-3-86909-027-6.
- 2010: Ticket ins Paradies von Gaby Hauptmann, OSTERWOLDaudio, ISBN 978-3-86952-031-5.
- 2010: Der letzte Winter von Åke Edwardson, Hörbuch Hamburg, ISBN 978-3-89903-083-9.
- 2011: Die russische Herzogin von Petra Durst-Benning, Hörbuch Hamburg, ISBN 978-3-86909-099-3.
- 2012: Solang die Welt noch schläft von Petra Durst-Benning, Hörbuch Hamburg, ISBN 978-3-89903-356-4.
- 2013: Dinner mit Rose von Danielle Hawkins, 6 CDs, 408 Min., Hörbuch, Hamburg, ISBN 978-3-89903-851-4.
- 2013: Die Champagnerkönigin von Petra Durst-Benning, Hörbuch Hamburg, ISBN 978-3-89903-872-9.
- 2014: Winterwind von Petra Durst-Benning, Hörbuch Hamburg, ISBN 978-3-89903-849-1.
- 2015: Bella Clara von Petra Durst-Benning, Hörbuch Hamburg, ISBN 978-3-89903-924-5.
- 2015: Bis heute von Shane Koyczan, Silberfisch, ISBN 978-3-86742-546-9.
- 2022: Das Leben der Hochgräfin Gritta von Rattenzuhausbeiuns von Bettina von Arnim & Gisela von Arnim, der Audio Verlag, ISBN 978-3-7424-2332-0.

## Auszeichnungen
- 1994: Schauspielerin des Jahres
- 2005: Student Academy Award, Bester ausländischer Film für Der Ausreißer
- 2006: Nominierung für den Oscar in der Kategorie Kurzfilm (Realfilm) für Der Ausreißer
- 2008: Goldener Biber (Hauptpreis) und Publikumsbiber bei den Biberacher Filmfestspielen für Was wenn der Tod uns scheidet?[5]
- 2009: Osterwold für herausragende Hörbuchinterpretationen
- 2010: Hörkulino für das Hörbuch Bis(s) zum Ende der Nacht